# Česká historiografie na počátku 20. století

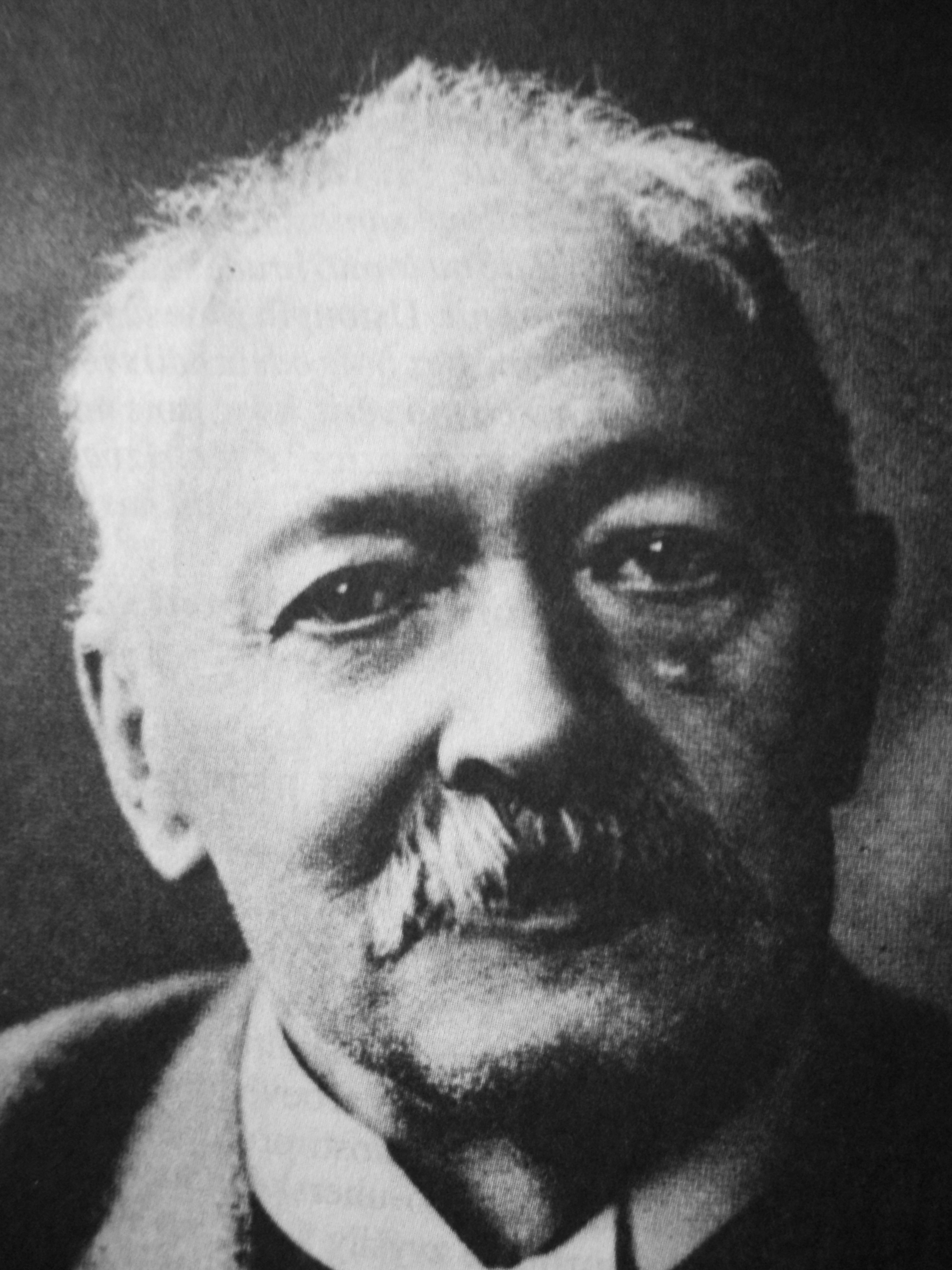
Josef Pekař

Česká historiografie na počátku 20. století se ubírala poněkud odlišnou cestou než v západní Evropě, kde historiografie nedokázala předvídat tak zásadní události jako první světovou válku nebo ruskou revoluci. V českých zemích se však politický program stran mnohdy založený na odvolávání se na české dějiny nakonec vznikem Československa naplnil a proto zde nezavládly takové pochybnosti o úloze historie jako jinde ve světě.
Hlavní roli hrála v tehdejší české historiografii tzv. „Gollova škola“, jak se nazývala skupina historiků, která od svého vysokoškolského profesora Jaroslav Goll převzala přísně vědeckou metodologii. Nejednalo se však o homogenní skupinu, neboť jednotliví žáci se vydávali mnohdy zcela rozdílným směrem. Josef Pekař a Josef Šusta zastávali spíše konzervativní stanoviska a orientovali se mj. na hospodářské a sociální dějiny. Václav Novotný a Jaroslav Bidlo byli naproti tomu politicky progresivnější, ve své badatelské práce se však přejímali závěry Palackého, jehož revizi Goll požadoval. Třetí skupina historiků (např. Kamil Krofta) přejímala Masarykovy vlivy ještě více a mnohdy se zapojovali přímo do politické činnosti. Jako zcela zvláštní žák se pak projevil Zdeněk Nejedlý, který však stále více tíhl ke komunismu a nakonec se stal zakladatelem české marxistické historiografie. Někteří Gollovi žáci také zasáhli do sporu o smysl českých dějin: svého učitele Golla nejvíce proti Masarykovi hájil Pekař, oproti tomu Nejedlý se snažil najít mezi Pekařem a Masarykem smíření.
Vedle „Gollovy školy“ samozřejmě působili také historici, na něž Goll neměl takový vliv. Jednalo se jednak o starší generaci, jež pracovala tradiční metodou a jíž historiografie sloužila k prosazování národního nebo náboženského programu. Vedle toho však docházelo k ustavení samostatných vedlejších historických oborů. Pro rozvoj pomocných věd historických měl zásadní význam Gustav Friedrich, zatímco při vzniku moderní české archeologie hrál velkou roli Josef Ladislav Píč a Lubor Niederle. Metody vědecké práce vstoupily také do oblasti regionálního dějepisectví. Historiografie kultury rovněž přejala Gollovu metodologii, snaha skrze dějepisectví reformovat přítomnost a inklinace k filosofii ovšem vypovídá také o značném Masarykově vlivu.
Německá historiografie v českých zemích zůstávala z velké části nacionalistická. Jejím představitelem byl moravský historik Bertold Bretholz, který tvrdil, že společnost v českých zemích byla od počátku českoněmecká, neboť Němci zde nepřišli až ve 13. století při německé kolonizaci, nýbrž přebývali zde již od dob Markomanů. Část německých historiků (Adolf Zycha, Wilhelm Wostry) však od nacionalismu postupně upouštěla, což přineslo diferenciaci německé historiografie.

## Kontext
V období prvních desetiletí 20. století se česká historiografie ubírala poněkud odlišnou cestou než v západní Evropě. Ve světě byla historie obviňována, že nebyla magistra vitae („učitelkou života“), neboť nedokázala předvídat zásadní dějinné události jako první světovou válku nebo ruskou revoluci a jen rozdmýchávala nacionální vášně, což znamenalo definitivní konec historismu.
V českých dějinách tomu však bylo jinak. Mnohé politické strany se dovolávaly české historie, kvůli zdůvodnění ať už své existence nebo svého programu. Snaha českých stran o dosažení autonomie byla nad očekávání naplněna vznikem Československa. Historici museli odpovídat na mnoho otázek, například na otázku viny a odčinění Bílé hory nebo na otázku po smyslu českých dějin. Historikové se při své práci mohli opřít jednak o dotace od státu, o oživenou ediční činnost (Prameny dějin moravských, Archiv bratrský), o odborná periodika, o Ottův slovník naučný a v neposlední řadě o vědecké instituce (Česká akademie věd a umění, Gesellscheft zur Förderung deutscher Wissenschaft, Kunst und Literatur in Böhmen).

## „Gollova škola“

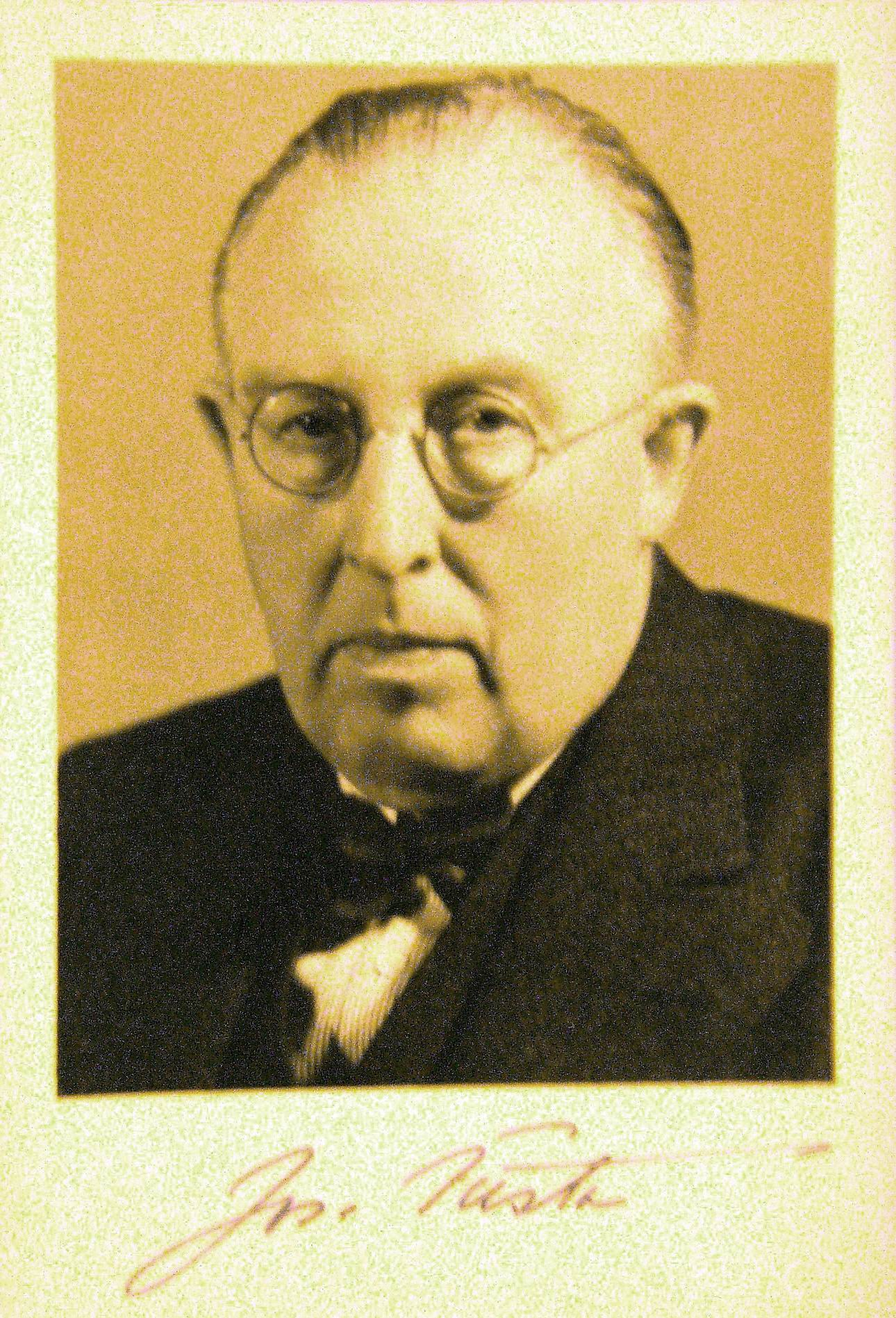
Josef Šusta

Největší vliv měla na historiografii tohoto období tzv. „Gollova škola“, jak se označuje skupina historiků, které vyškolil vysokoškolský profesor historie Jaroslav Goll (1846–1929). Goll kladl velký důraz na kvalitu vědecké práce, jež se má zakládat na řádném studiu pramenů, a také na vysvětlování českých dějin v evropském kontextu. Nejednalo se však o homogenní skupinu následovníků, neboť rozdělovala názorová a národně-politická a později sociálně-politická hlediska.
Nejblíže stál Gollovi Josef Pekař, jenž se stal také nejaktivnějším Gollovým obhájcem ve sporu o smysl českých dějin. Postavil se proti Masarykově filosofické koncepci, že české národní obrození přímo navazovalo na husitství. Rovněž se stavěl opatrně vůči prvorepublikovému radikalismu, hlásající hesla o „odčinění Bílé hory“. Úkolem dějepisce je podle něj „umělecky oživit vědecky probádanou minulost“. Pekař se také soustředil na hospodářské a sociální dějiny, podobně jako jeho kolega Josef Šusta.
Jiným směrem se vydal Václav Novotný, který se věnoval spíše jen politickým a náboženským dějinám. Stal se příznivcem Masarykova politického realismu, do sporu o české dějiny však nezasáhl, ačkoli Masarykovo tvrzení o návaznosti národního obrození na husitství po důkladném prozkoumání dějin husitství považoval za nevěrohodné. Také se mnohem více než Pekař vracel k Palackého závěrům, ačkoli Goll požadoval jejich revizi.

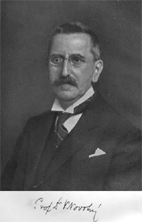
Václav Novotný

Ještě více se na Masarykovu stranu přiklonil Ladislav Karel Hofman, který dějiny charakterizoval jako neustálé střetávání humanity s násilím a požadoval větší angažovanost historiků. Kamil Krofta soustřeďující se především na středověké dějiny se zprvu proti Masarykovi stavěl, avšak po roce 1918 dokázal ocenit etickou hodnotu Masarykova díla, a později dokonce začal pracovat v diplomacii. Nesouhlasil s Pekařovým voláním po revizi Palackého, stejně jako s jeho hodnocením husitství.
Zcela zvláštním Gollovým žákem byl Zdeněk Nejedlý, jehož ovlivnil také Otakar Hostinský a Masaryk. Vstoupil do sporu o smysl českých dějin, kde se snažil popsat vývoj tohoto sporu a najít smíření mezi Pekařem a Masarykem. Postupem doby však Nejedlý stále více inklinoval k marxismu a komunismu a po svém pobytu v Sovětském svazu začal prosazovat názor, že idea komunismu těsně navazuje na české národní obrození. Značně nepodloženými tvrzeními se Nejedlý odklonil od Gollem zdůrazňované přísné vědecké práce a položil základy české marxistické historiografie.

## Pomocné vědy historické a archeologie
Vedle „Gollovy školy“ ovšem působili také historikové, na něž Goll neměl tak zásadní vliv. Gustav Friedrich (1871–1943) nebyl jen Gollovým žákem, nýbrž především studentem Josefa Emlera, pod jehož vlivem se zaměřil na pomocné vědy historické. Přijal moderní metody Theodora von Sickela pro kritický rozbor středověkých písemností, takže byl schopen rozpoznat falza. Za falzum proto označil také Rukopis královédvorský a zelenohorský. Začal vydávat také edici Codex diplomaticus et epistolaris regni Bohemiae. Na pražské filosofické fakultě vyučoval obor pomocných věd historických a vychoval novou generaci žáků. S rozvojem pomocných věd historických souviselo také uspořádání archivů podle nového holandského modelu.

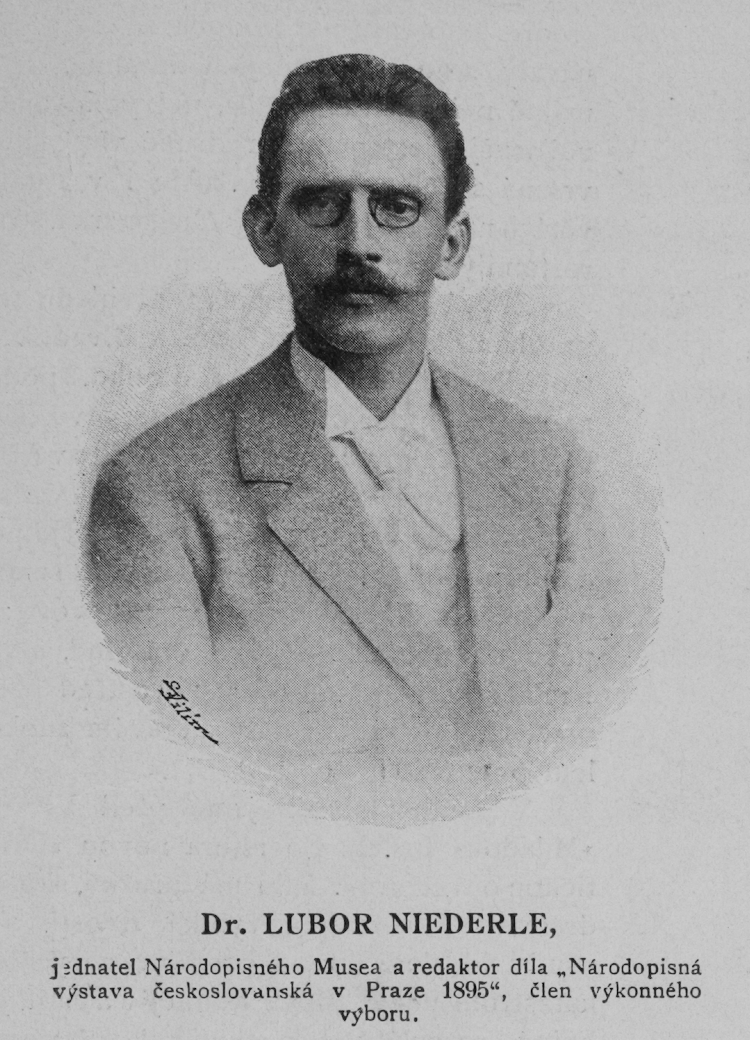
Lubor Niederle

Od historie se postupně osamostatňovala také archeologie, která ztrácela charakter sběru starožitností a začala se věnovat soustavné organizaci vykopávek, přičemž se nálezy archeologové snažili zasadit do evropských souvislostí. Velkou roli při těchto změnách sehrál Josef Ladislav Píč (1847–1911), jenž na základě svých archeologických výzkumů sepsal Starožitnosti země české. Píč však přistupoval k archeologickému materiálu již s hotovými názory, takže pak docházel k závěrům, že pravlast Slovanů ležela ve východní Germánii. Píčův mladší kolega Lubor Niederle (1865–1944) se specializoval na slovanskou archeologii (Slovanské starožitnosti) a na základě archeologického materiálu se snažil vyložit všední život, rituály, řemesla a náboženství Slovanů (Život starých Slovanů). Odmítal herderovskou romantizující představu o „holubičí povaze“ Slovanů. Nakonec založil ústav pro archeologii, jež se stal institucionální základnou české archeologie.

## Specializované a regionální dějepisectví
Vedle nové vědecky vychované generace ovšem působili také starší historici, kteří pracovali tradičním způsobem, kdy historie sloužila jako nástroj národní nebo náboženské výchovy. Mnozí církevní historikové proto hájili slovanskou liturgii a věrohodnost středověkých legend (František Snopek), katolickou protireformaci (Jan Tenora), dokazovali kacířství Jana Husa (Jan Sedlák) a protestanti pro změnu v Husovi viděli předchůdce německé reformace (Ferdinand Hrejsa). Právní historici zase odpovídali na praktické potřeby, jež nastaly po vzniku Československa. Jan Kapras tak například zdůvodňoval československý nárok na Těšínsko.
Na dějiny kultury Gollova pozitivistická metodologie sice měla vliv, ideovost a důraz na didaktické a reformující poslání dějepisectví však značí spíše větší vliv Masaryka, čímž se kulturní historiografie přiblížila spíše filosofii. Dějiny literatury se tak mnohdy proměňovaly v dějiny idejí (Jaroslav Vlček, Jan Jakubec).
Dále také probíhal rozvoj regionální a popularizující historiografie. V tomto období tato oblast však již přestávala být téměř výlučnou doménou středoškolských učitelů a nadšenců, ale začali se o ni zajímat také vědečtí historici, kteří nakonec přispěli ke zřízení stolice historické vlastivědy na pražské filosofické fakultě, jejímž prvním profesorem se stal Josef Vítězslav Šimák.

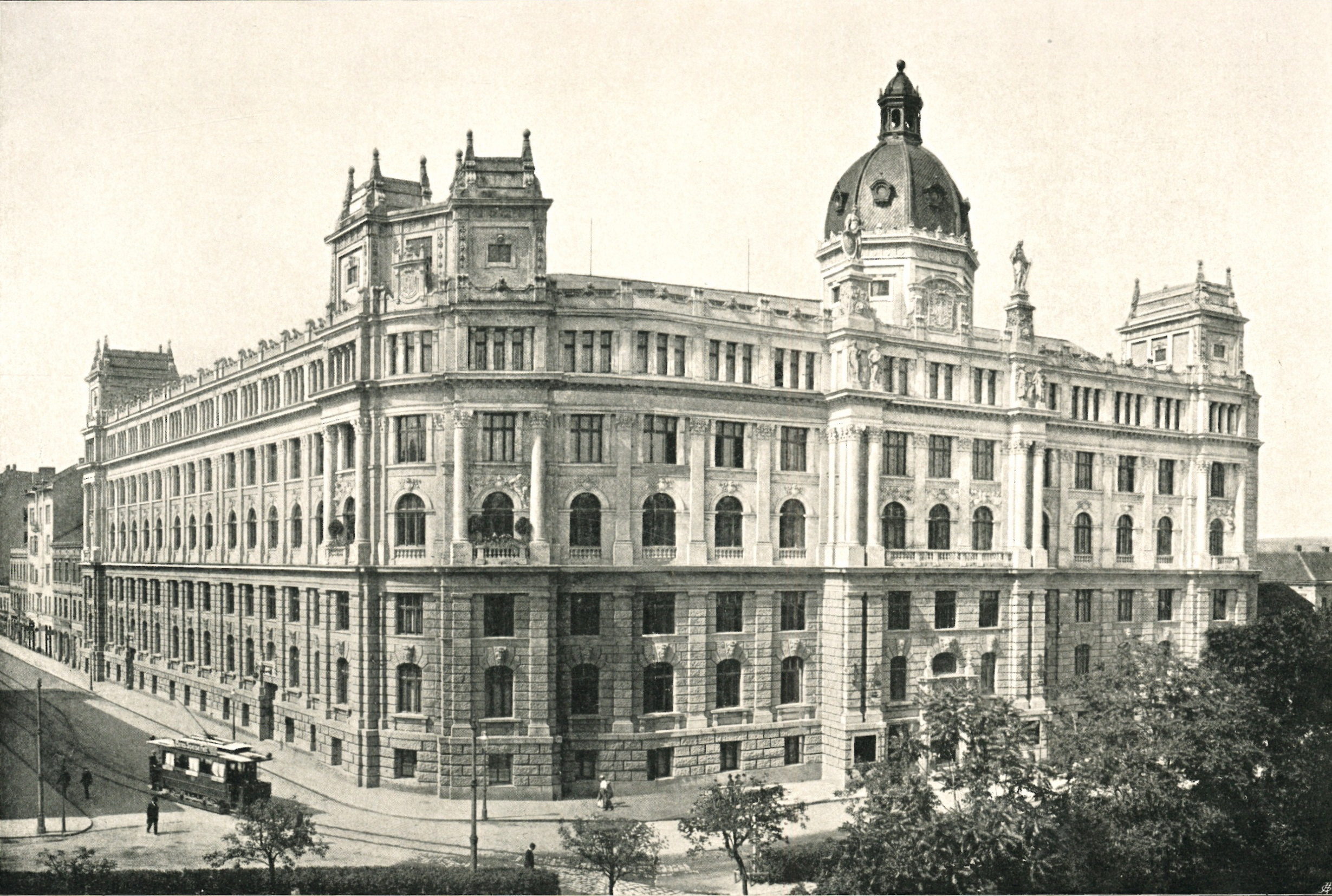
Moravský zemský archiv roku 1908, pracoviště Bertolda Bretholze

## Německé dějepisectví
V německé dějepisectví v českých zemích se stále ještě silně projevoval silný nacionalismus, od kterého se národnostně čeští historici již z velké části dokázali oprostit. Nejostřeji se nacionalismus projevoval u Bertolda Bretholze (1862–1936), jenž pracoval jako brněnský archivář a po Dudíkovi se stal významným moravským historiografem. Ve svém díle Geschichte Böhmens und Mährens bis zum Aussterben der Přemysliden 1306 „opravoval“ míru vlivu německého živlu: tvrdil, že Němci v českých zemích přebývali již od doby Markomanů a že žádná německá kolonizace ve 13. století nebyla, a společnost v českých zemích tedy byla již od počátku českoněmecká. Na tomto základě vystavěl teorii, že když žili čeští a němečtí obyvatelé v míru, vedlo se všem dobře, boje mezi těmito národy však vedly k úpadku. Této teorie později využili nacisté, ačkoli Bretholzův koncept již záhy po jeho vzniku vyvrátili nejen Pekař a Šusta, ale také rakouský historik Adolf Zycha nebo česko-německý historik Wilhelm Wostry. Již tradičně pak někteří němečtí historikové (například August Naegle) popírali vliv cyrilometodějské misie a prosazovali tvrzení, že české země přijaly křesťanství z východofranské říše.